# Camaragibe
Camaragibe è un comune del Brasile nello Stato del Pernambuco, parte della mesoregione Metropolitana do Recife e della microregione di Recife.
È la sesta città più popolosa della mesoregione e l'ottava dell'intero stato.

## Etimologia
Il nome Camaragibe significa "fiume dei Camarás". Camará o cambará è il nome di un arbusto presente nella regione.